# 堀田義次郎
堀田 義次郎（ほりた ぎじろう、1874年（明治7年）4月14日 - 1942年（昭和17年）11月19日）は、日本の政治家、内務官僚。衆議院議員、滋賀県知事、大津市長。弓道家（大日本武徳会弓道範士）。

## 経歴
福岡県御井郡、のちの三井郡大城村（北野町を経て現久留米市）出身。第五高等学校を卒業。1902年、東京帝国大学法科大学政治学科を卒業。1904年11月、文官高等試験行政科試験に合格。内務省に入省し内務属となる。
以後、愛媛県事務官、島根県事務官・第四部長、長野県事務官・警察部長、三重県内務部長、滋賀県内務部長、愛知県内務部長などを歴任。
1919年4月、原内閣により滋賀県知事に登用され、1923年10月まで在任。道路改良計画の推進、各種学校の新設、開墾者への補助金支給、養蚕業奨励策の実施などを行った。
1924年に退官し、同年5月、第15回衆議院議員総選挙に三重県第一区から出馬して当選し、衆議院議員を一期務めた。1933年に大津市長となる。就任から9年後の1942年在職中のまま死去した。
弓道家としては、1936年（昭和11年）5月に大日本武徳会から弓道範士号を授与された。1933年（昭和8年）9月、当時の弓道界の懸案であった射型統一のため、大日本武徳会会長鈴木莊六により全国の著名弓道家からなる「弓道形調査委員会」が構成されたが、堀田もこれに参加した。（弓道#昭和初期・終戦参照）

## 著作
- 『経済学汎論』吉川弘文館、1903年。
- 「英国の射法」『弓道講座』五、雄山閣、1938年、37-58頁。
- 「支那古典と弓術」『弓道講座』六、雄山閣、1938年、42-89頁。
- 「弓道資料」『弓道講座』十四、雄山閣、1941年。
- 『台湾詩稿』私家版、印刷：中村太古舎、1941年。[要出典]